# 第1軍団アディウトリクス

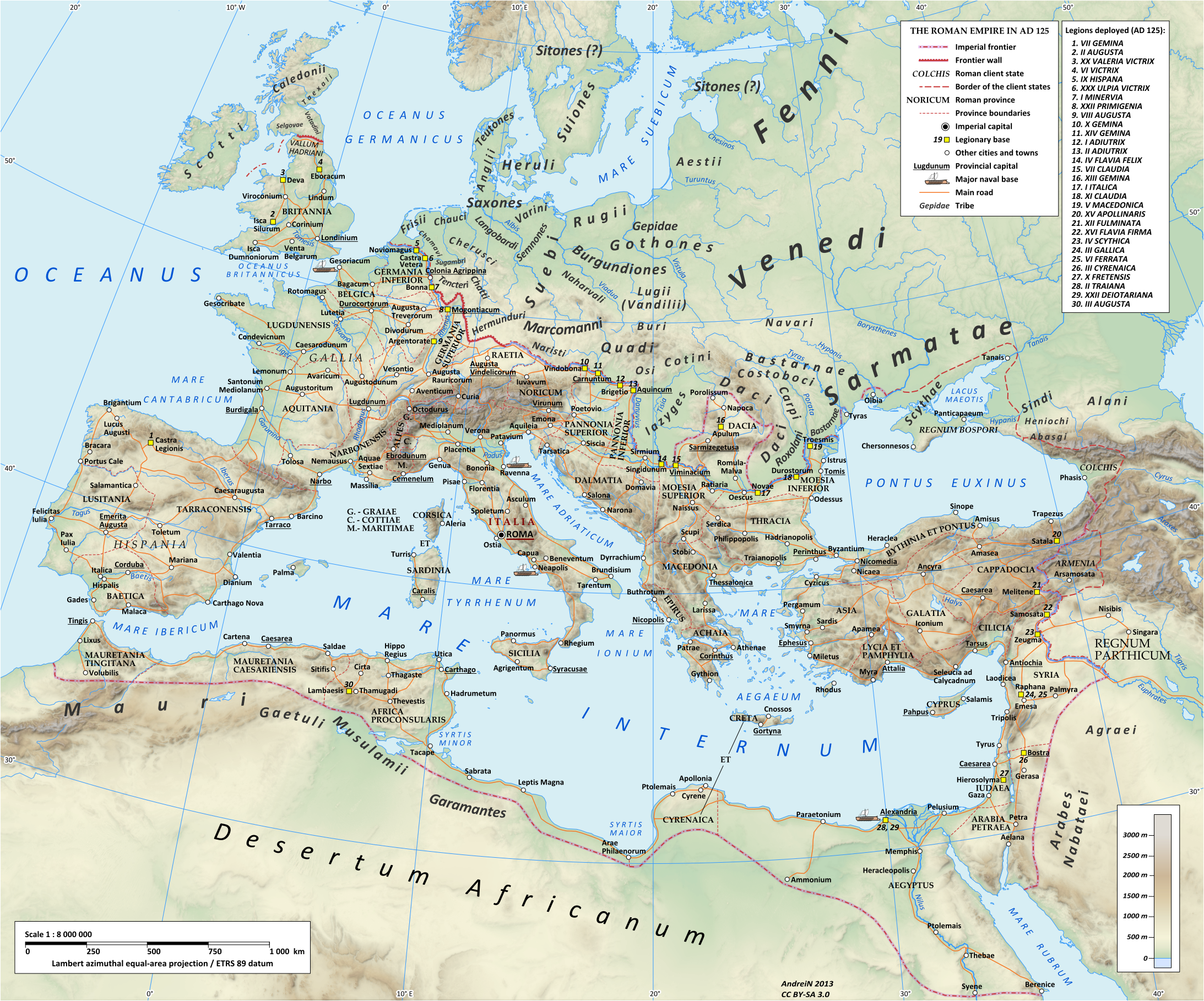
西暦125年、ハドリアヌス統治の時のローマ帝国の勢力図。パンノニアのブレゲティオに第１軍団アディウトリクスは86年から少なくとも344年まで駐在していた。

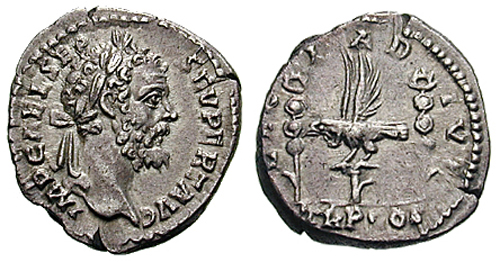
デナリウス硬貨。セプティミウス・セウェルスによって祝福された軍団の名前が見受けられる。内紛の際に軍団はセウェルス帝の支持し、彼の帝位就任の手助けをした。

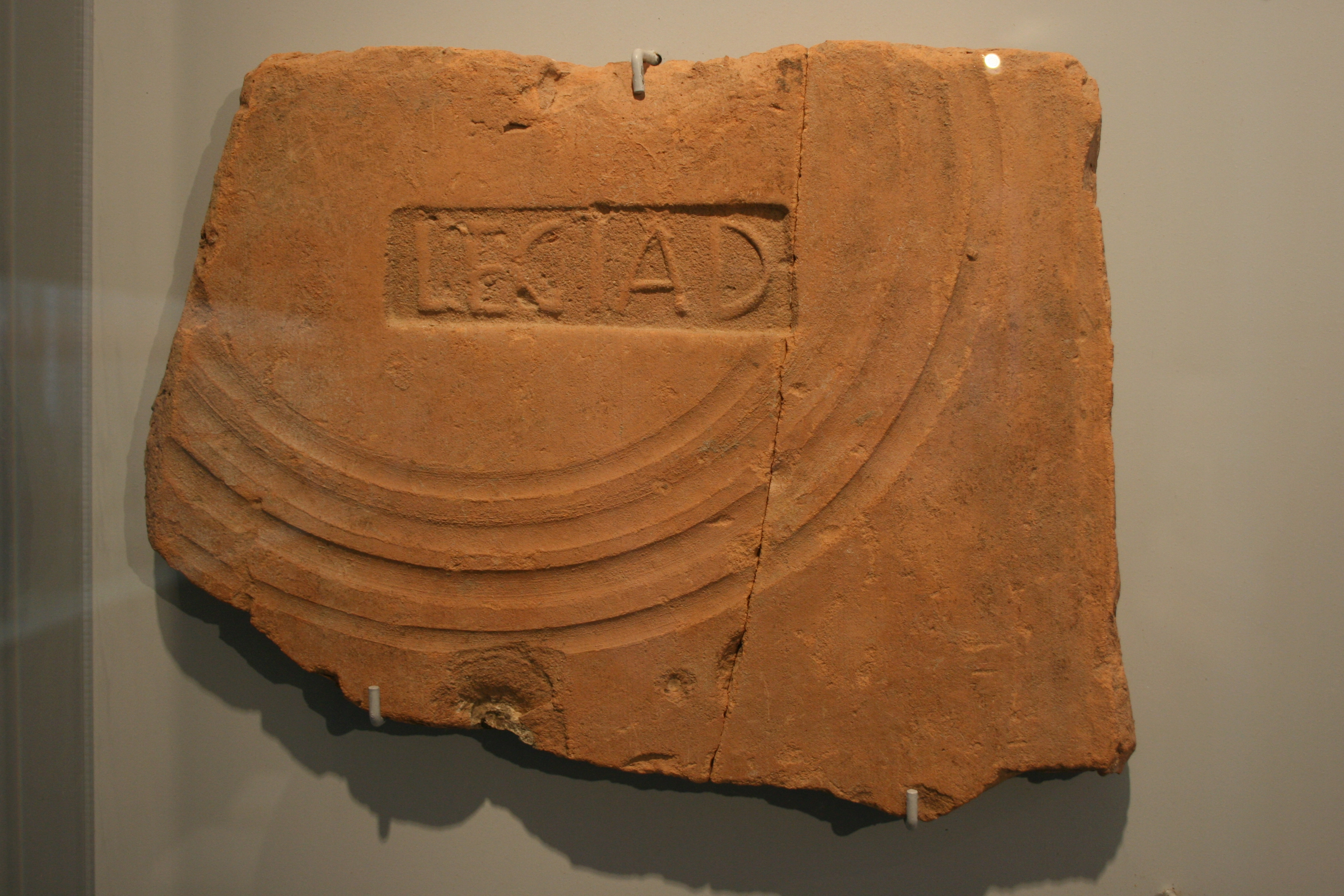
ライン川流域で発見されたレンガ。刻印に「LEG I AD」とあり、これは「第1軍団（LEG I = LEGIO I）アディウトリクス(AD = ADIUTRIX)」の意味である。

第１軍団アディウトリクス( Legio prima adiutrix)はローマ軍団の一つ。恐らくはネロに反旗を翻したガルバによって68年に編成されたものと考えられている。軍団の最後の記録は344年、軍団が属州パンノニアのブレガティオ（現在のハンガリー、コマーロム近郊）に駐在していた事が最後となっている。軍団の紋章はカプリコーン、それに合わせて紋章にはペーガソスも用いられ、軍団のガレアにはイルカも用いられた。

## 起源
この軍団の前身は第1軍団クラシカ(Legio I Classica)とされる。ローマ皇帝ネロによって招集され、ローマ海軍の陸兵から集められ、ガルバによって軍団として編成された。当初この軍団はローマ近郊に駐在していた。

## 四皇帝の年
混乱の生じた四皇帝の年、軍団はオトの側に立ってベドリアクムの戦いに参戦、ウィテリウスに敗れる 。勝利したウィテリウスは敗れた第1軍団アディウトリクスに対してスペイン赴任を命令、赴任地でバタヴィア人の反乱分子と戦った。

## モグンティアクムへの駐在
モグンティアクム（Moguntiacum - 現マインツ）は記録で判明している最初の駐屯地である。同地で第14軍団ゲミナとともに駐在。主に建築作業に従事していた。83年にはシャッティ族がライン川を越え、ドミティアヌスの命令によりこれを迎撃する。その後軍団はパンノニアのドナウ川流域へ移動、ダキア討伐に参加する。

## アディウトリクス・ピア・フィデリス
96年にドミティアヌスが暗殺されると、ドナウ川沿岸の軍団が大きな政治的役割を立ち回る事となる。次の皇帝ネルウァにトラヤヌスを後継者とするように圧力をかけ、トラヤヌスが皇帝となる。その恩義に対して軍団は「ピア・フィデリス（Pia Fidelis - 『忠実で誠実なる軍団』の意）というコグノーメンが授けられた。101年から106年までトラヤヌスの命により第4軍団フラウィア・フェリクス及び第13軍団ゲミナとともにダキア人討伐に参加、新たな属州ダキアを設置する。そしてトラヤヌスは第1軍団アディウトリクスをパルティア討伐（115年-117年）にも参加させるが次のハドリアヌスになると後方のブレゲティオ（Bregetio）まで転属させられた。
その後十数年間、軍団はドナウ川の国境沿いに駐在し続け、マルクス・アウレリウスの時代にはマルクス・ウァレリウス・マクシムスの指揮下でマルコマンニ族と戦う。171年から175年までの短期間だけ軍団はペルティナクスの指揮下にあったが、セプティミウス・セウェルスが帝位につくとこれに参加。ローマまで進軍する。
その後の数十年間の所在地は再びパンノニアとなり、連戦のパルティアとの戦争の一部を担う。具体的には195年の戦役、そして197年から198年まではセウェルス指揮下で198年クテシフォンの戦いに参加、215年から217年までカラカラの指揮下で、244年にゴルディアヌス3世指揮下でパルティア遠征に参加した。